# Wechsler & Hennig

Wechsler & Hennig, från 1939 Walther Sommerlath Metallwaren- und Apparatefabrik var en metallvarufabrik som först låg på Reichenbergerstrasse, men som 1931 flyttades två gator upp till Wassertorstraße 14 i stadsdelen Kreuzberg i Berlin.
Metallvarufabriken bildades 1911 av den judiska affärsmannen Efim Wechsler, född 1883, som ägde den fram till kort före andra världskriget, då nazistpartiet lät Walther Sommerlath ta över den i en så kallad ariseringsprocess 1939 vid plundringen och utträngandet av judarna ur det ekonomiska livet i Tyskland. Wechsler som sålde fabriken var utsatt för ett hårt tryck och tvingades fly till São Paulo 1939. Fabriken levererade materiel till det tyska luftförsvaret, bland annat delar till pansarvagnar, sikten och gasmasker. Enligt Sommerlath själv bombades fabriken av de allierade 1943 och hade vid denna tidpunkt 38 medarbetare. På platsen finns idag ett hyreshus som uppförts efter kriget.